# Much Hadham
Much Hadham is een civil parish in het bestuurlijke gebied East Hertfordshire, in het Engelse graafschap Hertfordshire met 2087 inwoners.
De beroemde beeldhouwer Henry Moore overleed hier.